# Lunette méridienne
Pour les articles homonymes, voir lunette et Méridienne (homonymie).

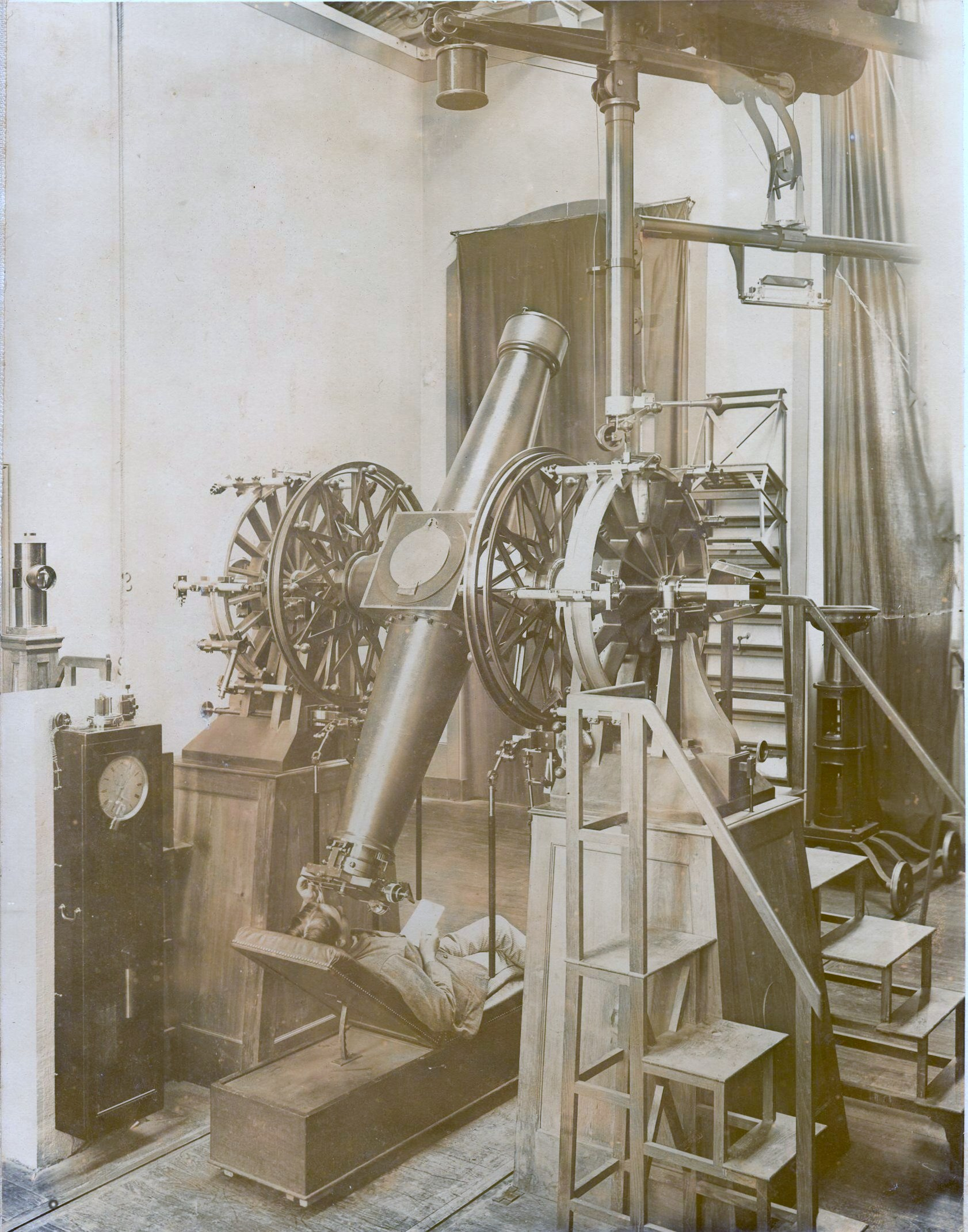
La lunette méridienne de l’Observatoire de Besançon à la fin du XIX.

La lunette méridienne est un instrument utilisé en astronomie de position. Dotée d'un réticule et montée sur un axe horizontal orienté est-ouest, elle ne se déplace que dans le plan du méridien. Sans cesse perfectionné, l'instrument s’impose au cours du XIXe siècle.
On mesure la position d'un astre en notant sa hauteur et l'heure de passage au méridien. On obtient ainsi ses coordonnées horizontales dans le plan vertical du méridien (hauteur et distance zénithale).
Inversement, la position connue de l'étoile peut être utilisée pour déterminer les coordonnées géographiques du lieu. La latitude est déduite de la hauteur de l'astre lors de son transit et l'heure de son passage au méridien donne la longitude.
L'instrument est parfois fixé sur un cercle méridien, une grande roue graduée sur un vernier, solidaire de la lunette et qui lui permet de pivoter.
Tycho Brahe utilisait un quadrant astronomique sans lunette (pas encore inventée).
Le sextant et l'astrolabe sont des instruments de la même famille (mesures d'angles).
Aujourd'hui, les satellites d'astrométrie (Hipparcos, Gaia) utilisent un autre procédé pour déterminer la position des étoiles.

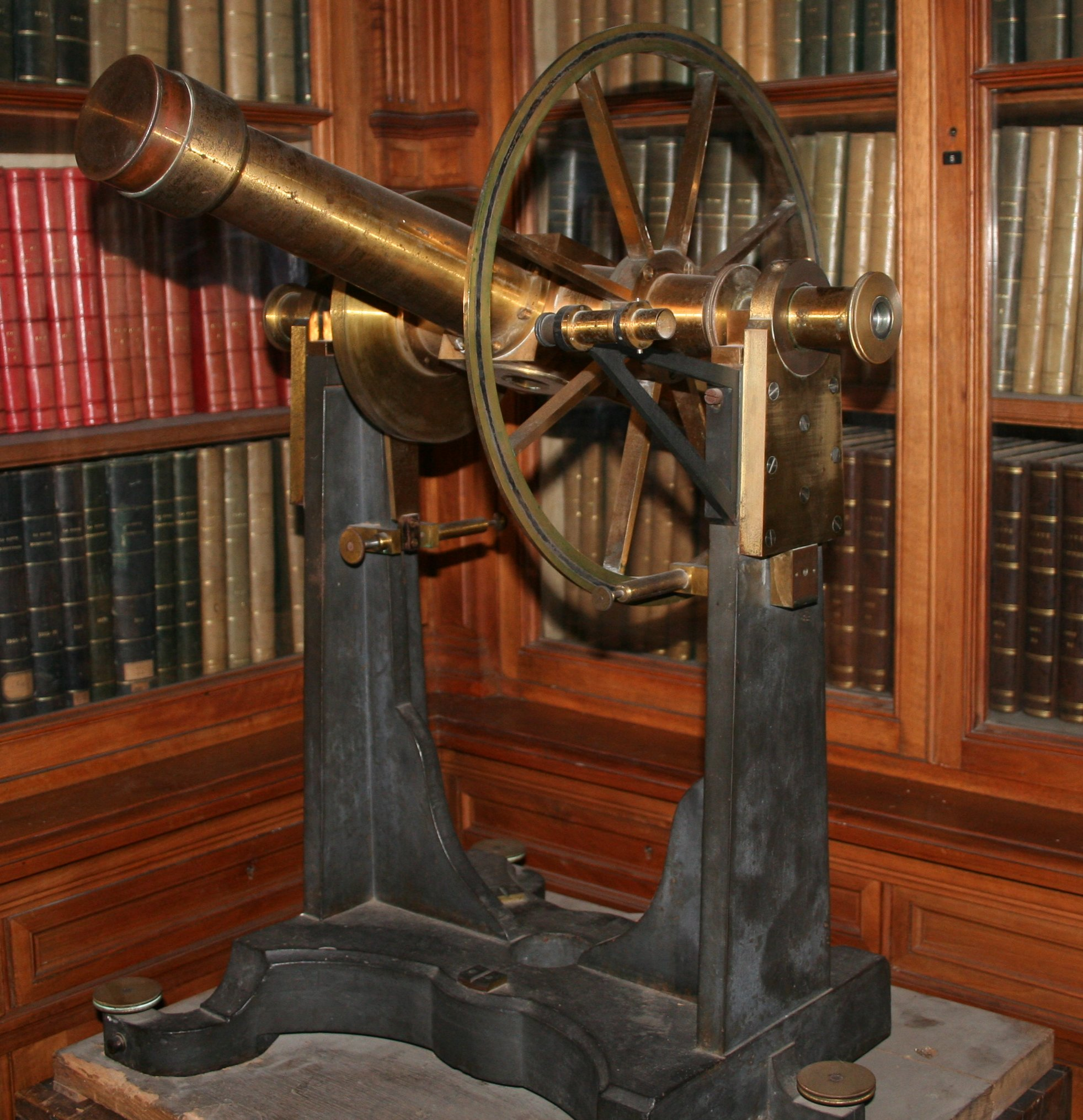
Lunette méridienne de l’Observatoire de Lyon
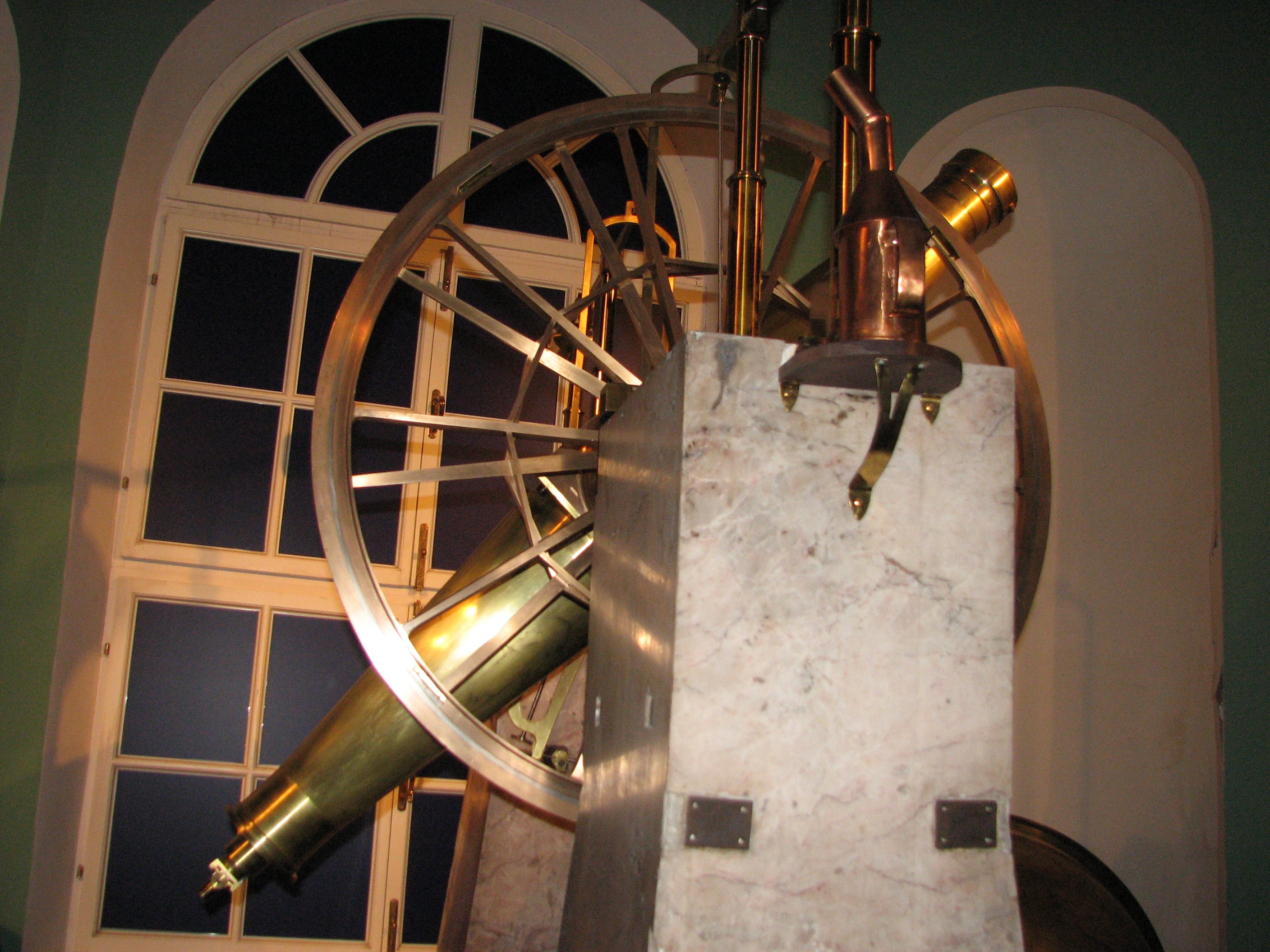
Cercle méridien à Saint-Pétersbourg, construction allemande de 1828
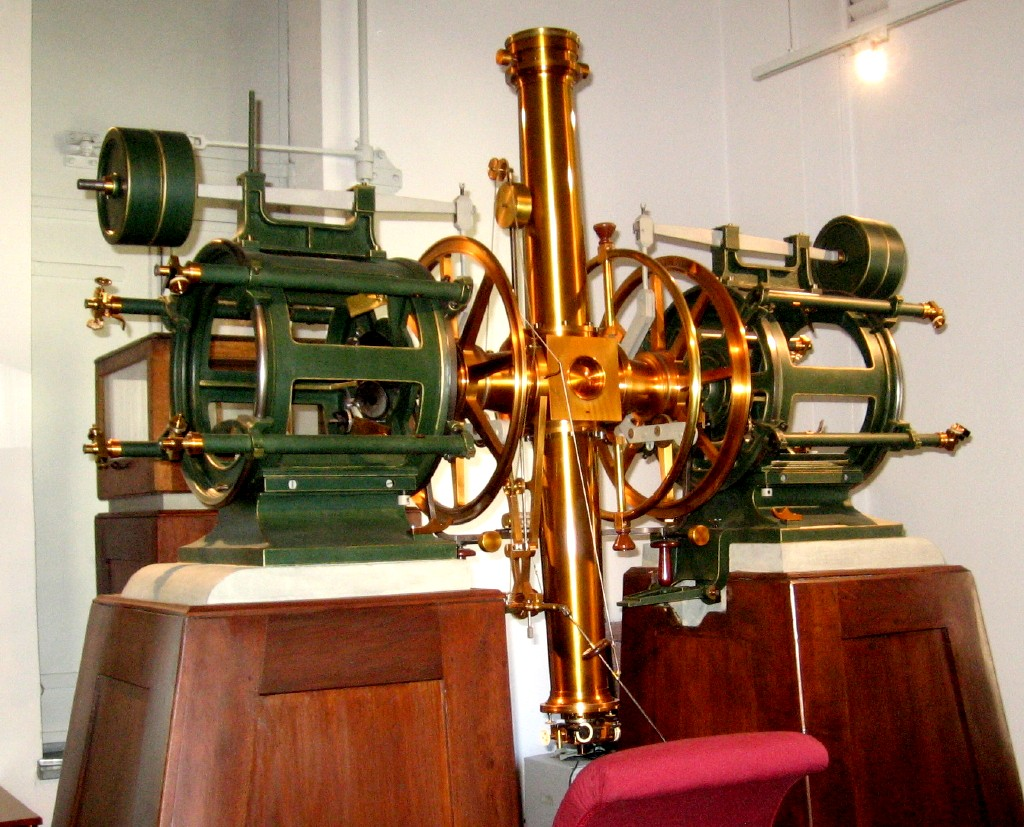
Lunette méridienne à l’Observatoire Kuffner (en) (en)
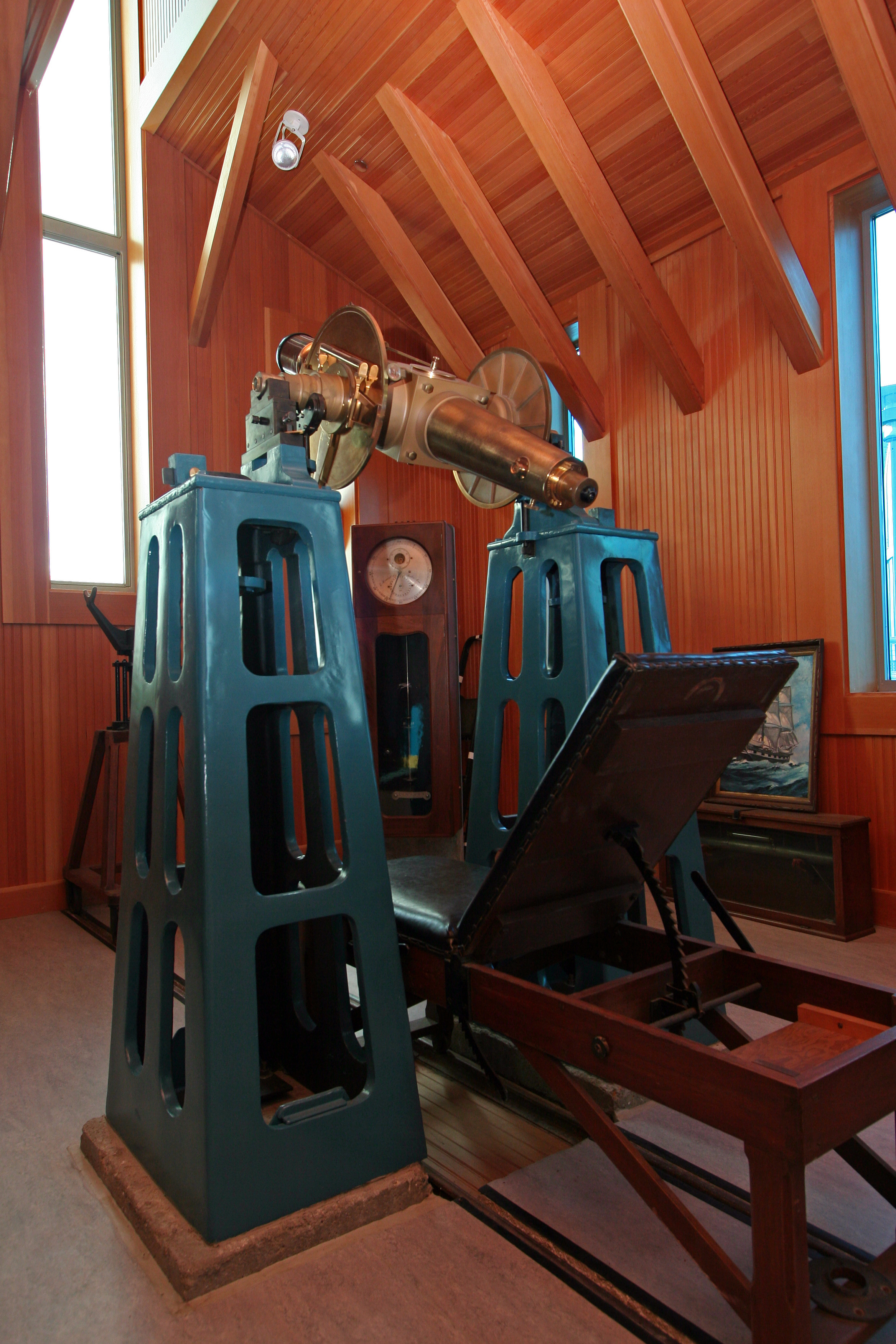
Télescope méridien de 4" construit par Fauth en 1885, Chabot Space and Science Center
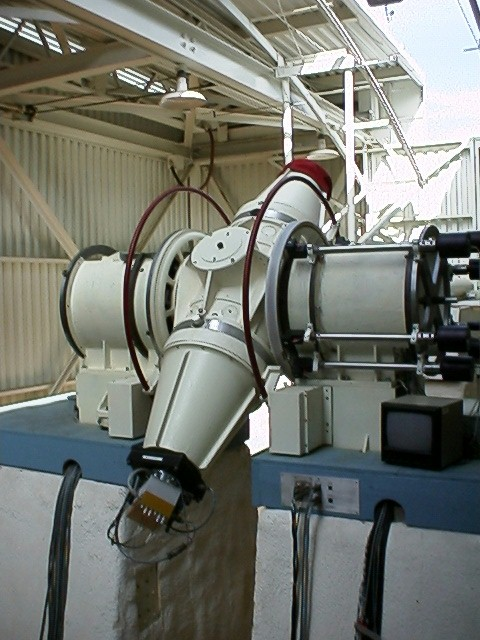
Télescope de transit FASTT de l’United States Naval Observatory Flagstaff Station (en)